# Tirozináz
A tirozináz oxidáz, a melanintermelés sebességmeghatározó enzimje. Ez az enzim a melaninszintézis, más néven a Raper–Mason-útvonal két reakciójában fontos: az első egy monofenol hidroxilezése, a második egy o-difenol oxidációja a megfelelő o-kinonná. Az o-kinon számos reakción áthalad, melyek végterméke a melanin. A tirozináz növényi és állati szövetekben is megtalálható réztartalmú enzim, mely melanin és más pigmentek termelését katalizálja tirozinból oxidációval. Megtalálható a bőr melanocitái által létrehozott melanoszómákban. A tirozinázt a TYR gén kódolja.

## Katalizált reakció
A tirozináz fenolok, például tirozin és dopamin oxidációját katalizálja oxigénnel (O2). Katekol jelenlétében benzokinon keletkezik. A katekolról eltávolított hidrogének az oxigénnel egyesülnek, vizet adva.
Az emlőstirozináz erősen szubsztrátspecifikus – csak a l-tirozint vagy DOPA-t használja szubsztrátként, és l-DOPA kofaktort igényel.

### Aktív hely

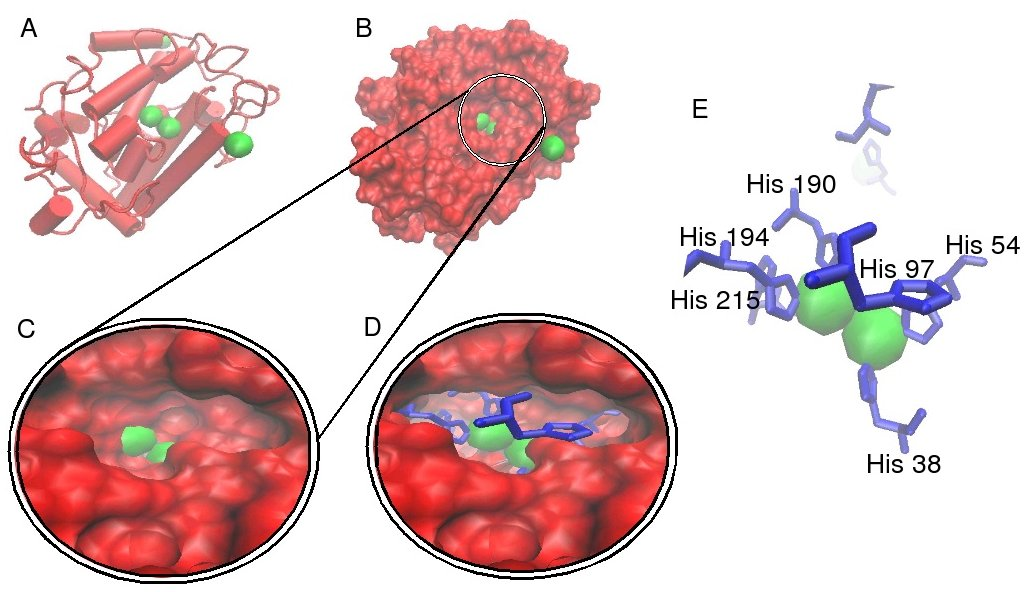
Egy Streptomyces-eredetű tirozináz krisztallográfiai szerkezete egy „kísérőfehérjével” alkotott komplexben. Az ábrákban csak a tirozináz látható, a rézatomok zölddel, a molekulafelszín pirossal. A D és E ábrákon a hisztidinek kékkel láthatók. Az E ábrán az aktív hely rézatomjai 3 wn as a blue line representation. Az E ábrán a rézatomok 3 hisztidinnel alkotnak komplexet, 3-as típusú rézközpontot alkotva. A C és D ábrákon az aktív hely a felszínen lévő pillusban található.

Az aktív hely két rézatomja az oxigénnel reakcióba lépve erősen reaktív köztiterméket képez, mely oxidálja a szubsztrátot. A tirozináz aktivitása hasonlít a katekol-oxidázéra, egy rokon réz-oxidáz-osztályra. A tirozinázok és a katekol-oxidázok együtt alkotják a polifenol-oxidázok csoportját.

## Szerkezet
Tirozinázokat izoláltak és tanulmányoztak számos növény-, állat- és gombafajból. Az eltérő tirozinázok sokszínűek szerkezeti tulajdonságaikat, eloszlásukat és sejtbeli helyüket tekintve. Nem ismert minden fajban közös tirozinázszerkezet. A növényi, állati és gombatirozinázok gyakran térnek el elsődleges szerkezetükben, méretükben, glikozilciós mintájukban és aktivációs jellemzőikben. De minden tirozináz aktív helyére jellemző a kétmagvú 3-as típusú rézközpont. Itt két rézatom 3 hisztidinnel alkot komplexet.

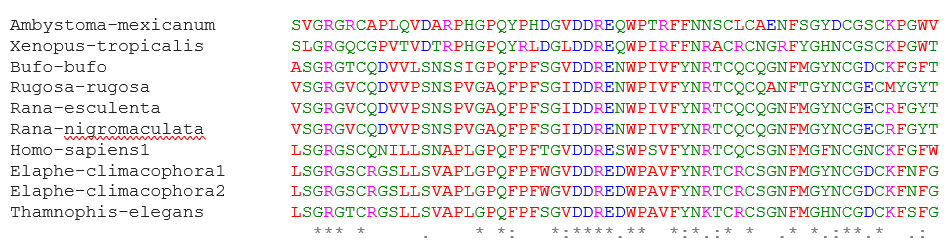
Elrendezési szerkezet csak a békák (génbank-azonosítók: CAR95491, CAJ82935, BAA02077, BAV78831 és AAC17168), kígyók (azonosítók: BBC55580, XP032076040 és BBC55647) és ember (azonosító: AAA61242) fehérjéinek állandó részeivel Clustal Omega felhasználásával

### Növényi
In vivo a növényi PPO-k 64-68 kDa-os fehérjék 3 doménnel: egy kloroplasztikus tranzit- (benne egy 4-9 kDa-os tilakoid jelzőpeptiddel), egy, a kétmagvú rézközpontot tartalmazó katalitikus (37-42 kDa) és az aktív helyet védő C-terminális 15-19 kDa-os doménnel.

### Emlős
Az emlőstirozináz egy membránon áthaladó transzmembrán protein. Emberben a tirozináz melanoszómákba rendeződik, és a katalitikus domén a melanoszómákban van. Csak egy kis rész van a melanocita citoplazmáján belül.
A gombatirozináztól eltérően a humán tirozináz membránkötött glikoprotein 13% szénhidráttartalommal.
A származtatott rs2733832 TYR-allél összefügg a világosabb bőrrel humán populációkban. Ez Európában a leggyakoribb, de kisebb gyakorisággal előfordul Közép-Ázsiában, a Közel-Keleten, Észak-Afrikában és a szanok és mbutik közt.

### Bakteriális
Tőzegben a bakteriális tirozinázok feltehetően széntartalom fontos szabályzói a szerves anyagok bontását gátló fenolszármazékok eltávolítása révén.

## Génszabályzás
A tirozináz génjét a mikroftalmia-asszociált transzkripciós faktor (MITF) szabályozza.

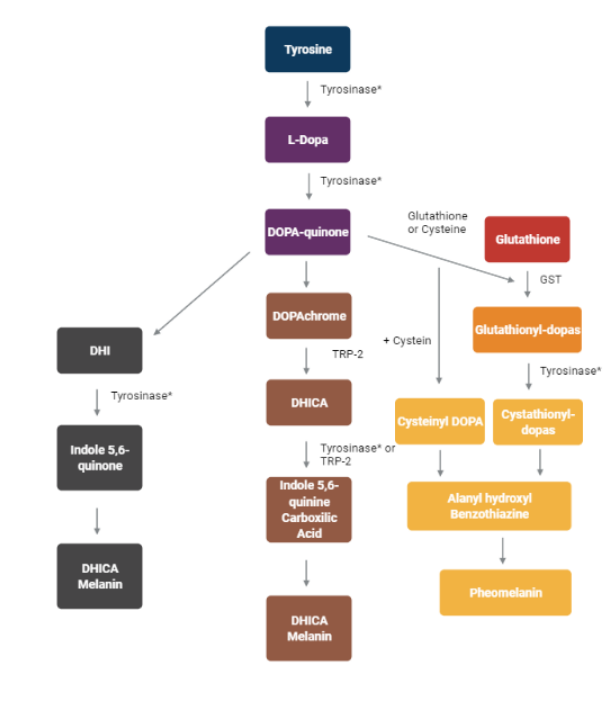
A Raper–Mason-útvonal (melanogenezis) lépéseivel DHI – 5,6 dihidroxiindol, DHICA – 5,6-dihidroxifenilalanin, GGT – γ-glutamil-transzpeptidáz, GST – glutation-S-transzferáz, TRP-2 – tirozinázkapcsolt protein 2

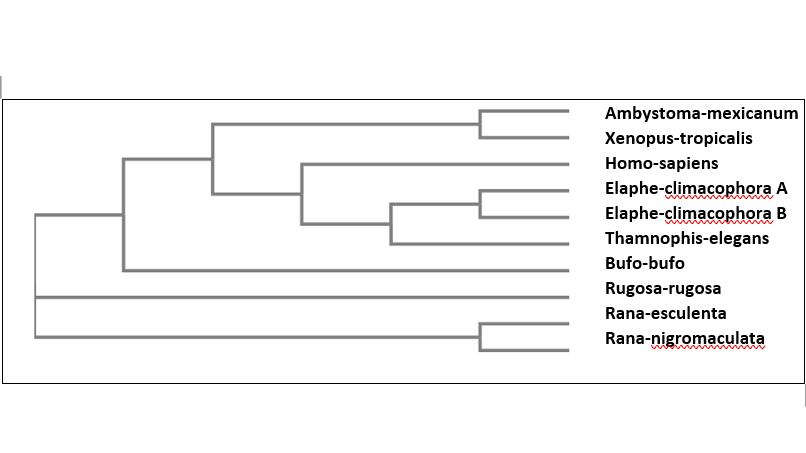
Tirozinázokon alapuló kladogram 10 gerincesfaj (nemek: Ambystoma, Xenopus, Homo, Elaphe, Thamnophis, Bufo, Rugosa és Rana) tirozinázainak elemzésével. Az elrendezéseket a Clustal 1.7, a filogenetikai fák távolságkorrekció nélküli szomszédkapcsolással jöttek létre. Így az Ambystoma és a Xenopus nem alkotnak csoportot a többi kétéltűvel. Az ágak és csomópontok azonos minta alapján készültek.

## Klinikai jelentősége
A tirozinázgén csökkent tirozináztermelést okozó mutációja I-es típusú albinizmust, egy átlagosan 20 000 emberből 1-et érintő örökletes betegséget okoz.
A tirozinázaktivitás fontos. Ha a melanogenezis során korlátlanul történik, megnövekedett melaninszintézist okoz. A tirozinázaktivitás csökkentése lehetséges célpont a hyperpigmentatióhoz kapcsolódó tünetek, például a melazma vagy a korfoltok javítására, megakadályozására.
Egyes polifenolok, például a flavonoidok, sztilbenoidok, a szubsztrátanalógok, a szabadgyök-elnyelők és a rézkelátorok gátolják a tirozinázt. Ezért a gyógyszer- és kozmetikai ipar tirozinázinhibitorokat kutatnak bőrelváltozások kezelésére.

## Inhibitorok
Ismert tirozinázinhibitorok:
- Azelainsav
- 4-Butilrezorcin
- hidrokinon
- C-vitamin (l-aszkorbinsav)
- Tranexámsav

## Genetika
Bár az albinizmus gyakori, csak kevés tanulmány folyt állati tirozinázgének mutációiról. Ezek egyike volt a Bubalus bubalis. A tirozináz-mRNS-szekvencia a vad típusú B. bubalisban 1958 bázispár hosszú, 1593 bázispáros nyílt leolvasási kerettel, ez 530 aminosavnak felel meg. Az albínó B. bubalis (GenBank: JN_887463) tirozináza a 477. helyen lezárul az 1431. nukleotid pontmutációja miatt, ahol a triptofán (TGG) helyén stop kodon (TGA) van, rövidebb, inaktív tirozinázgént eredményezve. Más albínók pontmutációiban a tirozináz rövidülés nélkül inaktiválódik.
| Faj                       | Mutáció           | GenBank   | UniProt-azonosító |
| ------------------------- | ----------------- | --------- | ----------------- |
| Bubalus bubalis           | W477 → Stop kodon | JN_887462 | J7FBF2            |
| Pelophylax nigromaculatus | K228-deléció      |           | Q04604            |
| Glandirana rugosa         | G376 → D376       |           | A0A1I9FZH0        |
| Fejervarya kawamurai      | G57 → R57         |           | A0A1E1G7U0        |

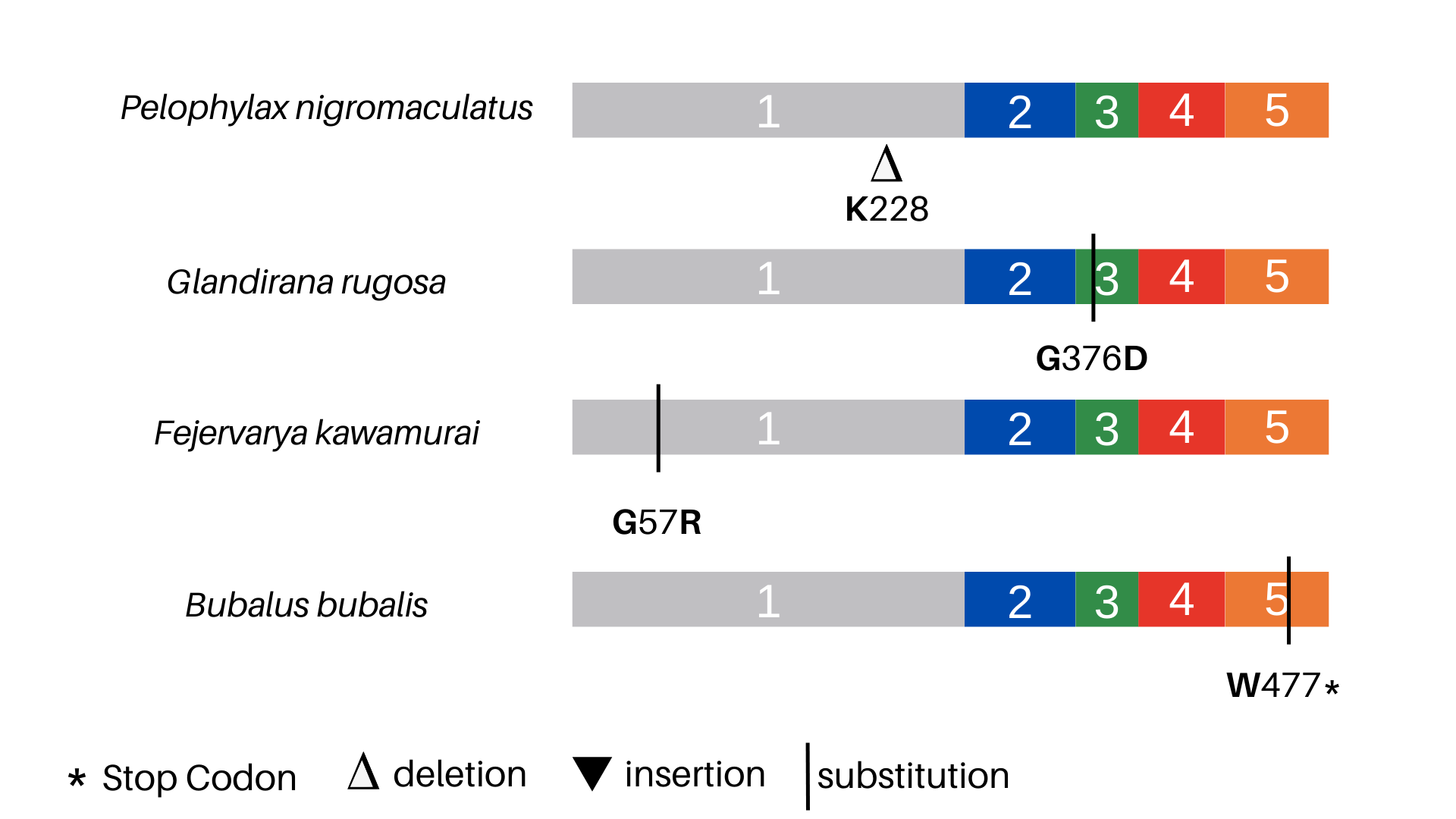
Albinizmust okozó állati tirozinázmutációk. Az 5 exon egyike által kódolt részeket téglalapok jelzik. A pozíciók a fehérjékben lévő aminosavak pozíciói. Miura et al. (2018) alapján

Mivel kevés tanulmány van a tirozinázgén genomikai adatairól, csak kevés tanulmány szól albínó kétéltűek mutációiról. Miura et al. (2018) 3 albínó béka, a Pelophylax nigromaculatus, a Glandirana rugosa és a Fejervarya kawamurai tirozinázgénjeiben vizsgált mutációkat. Összesen 5 különböző populációt vizsgáltak, 3 P. nigromaculatus- és egy-egy G. rugosa- és F. kawamurai-populációt. 2 P. nigromaculatus-populációban kereteltológásos mutáció volt az 1. és 3. exonokba kerülő timin miatt, a harmadikban az 1. exonban lévő lizint kódoló 3 nukleotid hiányzott. A G. rugosa-bpopulációban misszenz mutáció volt, glicin cseréjét okozva aszparaginsavra, a F. kawamurai mutációjában egy glicin cserélődött argininre. A G. rugosa és F. kawamurai mutációi az 1. és 3. exonokban történtek. A harmadik P. nigromaculatus-populáció és a G. rugosa és az F. kawamurai mutációja a gerincesekben erősen állandó részekben történt, így hibásan működő tirozinázgént okozhat.

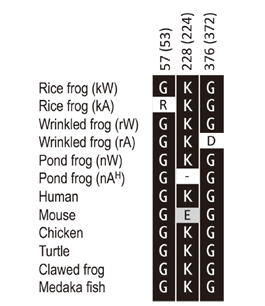
Albínó békák aminosav-szubsztitúciói és a megfelelő aminosavak más gerincesekben (Miura et al., 2018). kW: vad típusú Fejervarya kawamurai; kA: albínó F. kawamurai, rW: vad típusú G. rugosa, rA: albínó G. rugosa, nW: vad típusú P. nigromaculatus, nA^{H}: albínó P. nigromaculatus Hirosimából. A zárójelen kívüli számok a mutáció aminosavának helyére utalnak, az azon belüliek a megfelelő aminosavhelyre a humán szekvenciában. (Miura et al. 2018)

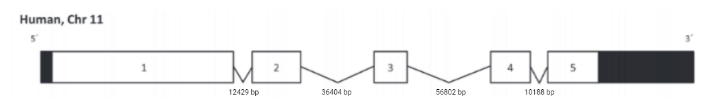
Tirozinázgén (TYR) exon-intron elrendeződésének sematikus ábrája (ClinVar: NM_ 000372). Nyílt téglalap: fehérjekódoló exonrész, zárt téglalap: nem transzlált exonrész; az exonok számmal jelölve. Az intronméretek kis számokkal jelölve (bp-ban).

## Evolúció

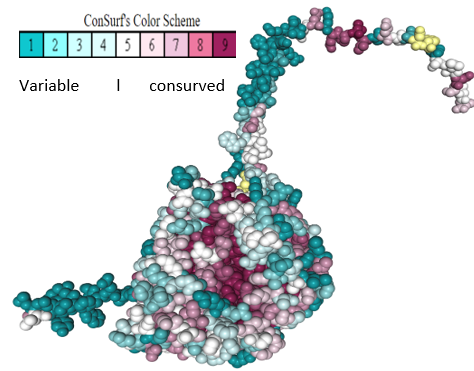
A ConSurf 9 színt használ türkiztől narancson át fehérig az állandóság mértékének jelzésére. Jobbra a korábbi ProteinExplorer MSA3D-jén alapuló alternatív színséma, ahol a 4., 5. és 6. fokozat azonos színt kap.

A tirozináz erősen állandó fehérje állatokban, és már a baktériumokban megjelent. A tirozinázhoz kapcsolt protein 1 (Tyrp1) és a dopakróm-tautomeráz (Dtc), melyek a melaninszintézisben az exon-intron szerkezet gyakori szabályzó elemei. A 3 különböző gerinces pigmentsejt fejlődése konvergens, lehetővé téve a Tyrp1 család tagjainak expresszióját, így a melaninpigmentek termelését is. A tirozinázcsaládhoz kapcsolódó gének fontosak a pigmentsejtek evolúciójában, genetikájában és fejlődésbiológiájában, valamint szintézisük, szabályzásuk vagy funkciójuk humán rendellenességeinek vizsgálatában. Gerincesekben 3 embrionális eredetű melanintermelő pigmentsejt ismert, ezek a velőcsőben és a toboztestben találhatók. Bioszintézisük a tirozinázcsalád (tyr, tyr1, tyr2) közt található dopakróm-tautomerázok (Dct) révén történik. Köztük a TYR fontos szerepet játszik a melanintermelésben. Azonban eltérő taxonok evolúciós elemzéshez szekvenált genomja fontosabb lett 2012-től. Ugyanígy a 3-as típusú rézproteincsalád különböző biológiai funkciókra, például pigmenttermelésre, veleszületett immunitásra és oxigéntranszportra képesek. A filogenetikai és strukturális elemzés alapján az eredeti 3-as típusú rézprotein 1 peptidből állt, és az α csoportba tartozott. E gén kétszer duplikálódott: először ismeretlen eukarióták különválásakor, másodszor az állatok különválásakor. Az első duplikáció a citoszolban lévő β formát, a második a membránkötött γ formát hozta létre. Szerkezet-összehasonlítással kiderült, hogy az α- és γ-fehérjék aktív helyét alifás, a β-fehérjéét aromás aminosavak fedik. Így e géncsalád fejlődését a többsejtű eukariótákban e három alosztály legalább egyikének elvesztése és a megmaradók csoportspecifikus bővülése kísérte. A tirozinázgén békákban, kígyókban és emberben állandó nukleotidelrendeződései alapján ezek egy közös ősi génből fejlődhettek. E gén duplikációja és mutációja felelhetnek egy tirozinázhoz kapcsolódó gén megjelenéséért.

## Alkalmazásai

### Élelmiszeriparban
Az élelmiszeriparban a tirozinázinhibíció kívánatos, mivel csökkenti a termésekben és zöldségekben lévő fenolszármazékok oxidációját rossz ízt adó, egyes aminosavak felhasználhatóságát és a termékek emészthetőségét csökkentő kinonokká. Így hatékony tirozinázinhibitorokat használnak a földművelésben és az élelmiszeriparban. Ismert tirozinázinhibitor például a kodzsisav, a tropolon, a kumarinok, a vanillinsav, a vanillin és a vanillil-alkohol.

### A kozmetikában
A világos bőrt a fiatalsággal és a szépséggel azonosítja számos ázsiai kultúra. 2020-ban kozmetikai cégek kutatást végeztek szelektíven a tirozinázt gátló fehérítőszerek fejlesztésére a hyperpigmentatio csökkentésére az egészséges melanocitákkal szembeni citotoxicitás elkerülése mellett. A hagyományos szerek, például a kortikoszteroidok, a hidrokinon és egyes aminokloridok a bőrt a melanociták érését gátolva fehérítenek. Azonban e vegyületeket káros hatásokkal is összefüggésbe hozták. A kozmetikai cégek új fehérítőket kívántak így fejleszteni, melyek csak a tirozinázt gátolják a melanocitákra gyakorolt citotoxicitás nélkül, mivel a tirozináz a melanogenezis sebességmeghatározó enzimje.

### Rovarokban
A tirozináz számos funkcióval rendelkezik a rovarokban, beleértve a sebgyógyulást, a szklerotizációt, a melaninszintézist és a parazitabekebelezést. Így fontos enzimük, mivel védi őket. Egyes rovarirtók tirozinázgátlók.

### Kagylóragasztó-alapú polimerekben
A ciszteint és tirozint tartalmazó peptidek tirozinázaktivált polimerizációja kagylóragasztó-alapú polimereket ad. A tirozin enzimatikusan oxidálódik dopakinonná, ehhez a ciszteinben lévő SH-csoport Michael-addícióval kapcsolódni tud. Az így keletkező polimerek erősen adszorbeálódnak számos felülethez nagy adhéziós energiával.

## Fordítás
Ez a szócikk részben vagy egészben  a   Tyrosinase című angol Wikipédia-szócikk ezen változatának fordításán alapul.  Az eredeti cikk szerkesztőit annak laptörténete sorolja fel. Ez a jelzés csupán a megfogalmazás eredetét és a szerzői jogokat jelzi, nem szolgál a cikkben szereplő információk forrásmegjelöléseként.